# Filomeno do Nascimento Vieira Dias
Filomeno do Nascimento Vieira Dias (18 de abril de 1958) é um prelado angolano da Igreja Católica, atual arcebispo de Luanda.

## Biografia
Dom Filomeno estudou nos Seminários Menor dos Capuchinhos, em Luanda, e no Maior Cristo Rei do Huambo. Foi ordenado padre em 30 de outubro de 1983. Licenciou-se em filosofia na Pontifícia Universidade Gregoriana e doutorou-se em teologia na Pontifícia Universidade Lateranense.
Foi vigário paroquial, reitor do Seminário Menor preparatório de Luanda, professor de filosofia, teologia fundamental, história de África, filosofia africana, filosofia contemporânea e ética teológica, pároco e assistente de algumas comunidades de religiosas nativas, reitor do Seminário Maior de Luanda e vice-reitor da Universidade Católica. Foi ainda membro da Associação Internacional "Jacques Maritain" para estudos de desenvolvimento, bem como de várias comissões diocesanas.
Em 25 de outubro de 2003, foi nomeado pelo Papa João Paulo II como bispo auxiliar de Luanda, recebendo a ordenação episcopal como bispo titular de Flumenpiscense em 11 de janeiro de 2004 na Sé Catedral de Luanda do cardeal-arcebispo emérito de Luanda Dom Alexandre do Nascimento, coadjuvado por Dom Giovanni Angelo Becciu, núncio apostólico em Angola e por Dom Damião António Franklin, arcebispo de Luanda. Em 11 de fevereiro de 2005, foi transferido para a Sé de Cabinda.
Após a renúncia de Dom Damião António Franklin, foi nomeado pelo Papa Francisco como arcebispo de Luanda em 8 de dezembro de 2014, fazendo sua entrada solene em 24 de janeiro de 2015 na Sé Catedral de Luanda. Em 9 de novembro de 2015, foi eleito presidente da Conferência Episcopal de Angola e São Tomé.

### Sagrações episcopais
É o principal consagrante de:
- Dom José Manuel Imbamba (2008)
- Dom Belmiro Cuica Chissengueti, C.S.Sp. (2018)
- Dom Maurício Agostinho Camuto, C.S.Sp. (2020)
- Dom António Lungieki Pedro Bengui (2022)

Foi o co-consagrante de:
- Dom Almeida Canda (2005)
- Dom Vicente Carlos Kiaziku, O.F.M. Cap. (2009)
- Dom Mateus Feliciano Augusto Tomás † (2009)
- Dom Pio Hipunyati (2012)
- Dom Leopoldo Ndakalako (2019)
- Dom Joaquim Nhanganga Tyombe (2021)
- Dom Fernando Francisco (2022)
- Dom Firmino David (2023)